# Нерівність Бесселя
В математиці, нерівність Бесселя — твердження про коефіцієнти елемента {\displaystyle x} у гільбертовому просторі стосовно ортонормованої послідовності.
Нехай {\displaystyle H} — гільбертів простір, і {\displaystyle e_{1},e_{2},...} — ортонормована послідовність елементів {\displaystyle H}. Тоді для довільного {\displaystyle x\in H} виконується нерівність:
{\displaystyle \sum _{k=1}^{\infty }\left\vert \left\langle x,e_{k}\right\rangle \right\vert ^{2}\leq \left\Vert x\right\Vert ^{2}}
де <∙,∙> позначає скалярний добуток у просторі {\displaystyle H}. 
Нерівність Бесселя випливає з наступної рівності:
{\displaystyle 0\leq \left\|x-\sum _{k=1}^{n}\langle x,e_{k}\rangle e_{k}\right\|^{2}=\|x\|^{2}-2\sum _{k=1}^{n}|\langle x,e_{k}\rangle |^{2}+\sum _{k=1}^{n}|\langle x,e_{k}\rangle |^{2}=\|x\|^{2}-\sum _{k=1}^{n}|\langle x,e_{k}\rangle |^{2},}
що виконується для довільного {\displaystyle n\geq 1}.